# CV-183
La carretera CV-183 (Almazora - Grao de Castellón, en valenciano y oficialmente Almassora - Grau de Castelló) es una carretera valenciana que conecta la CV-18 en Almazora con la CS-22 y la N-225 en El Grao de Castellón.

## Nomenclatura

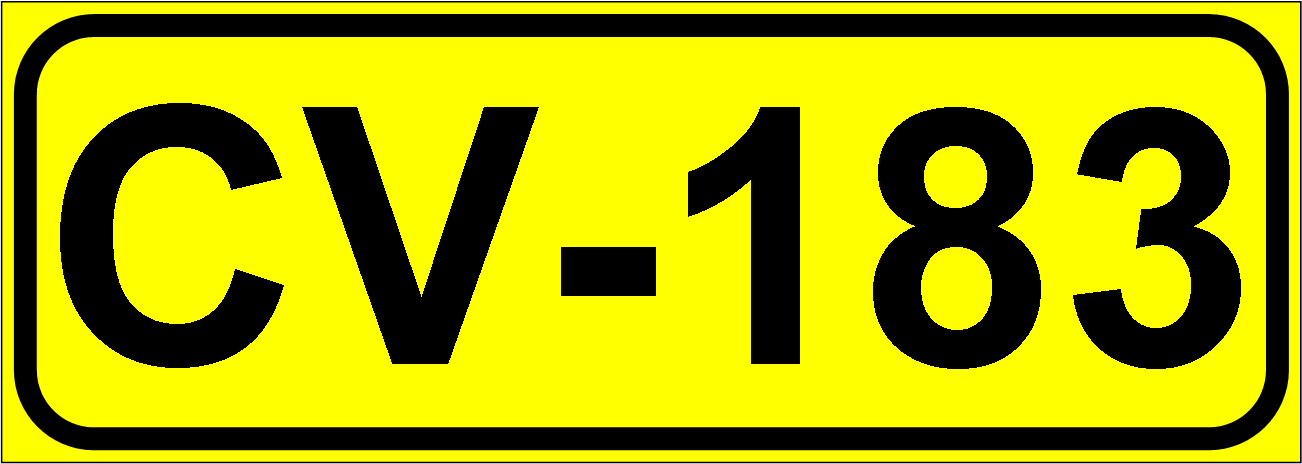
Indicador

La carretera CV-183 pertenece a la red de carreteras de la Generalidad Valenciana. Su nombre viene de la CV (que indica que es una carretera autonómica de la Comunidad Valenciana) y el 183, es el número que recibe dicha carretera, según el orden de nomenclaturas de las carreteras de la Comunidad Valenciana.

## Historia
La CV-183 era, hasta la construcción de la CS-22, la única entrada sur al Puerto de Castellón (tras la entonces N-225), ya que permitía un acceso recto y muy directo al Grao y a la zona portuaria.
Una vez construida la CS-22, esta vía CV-183 se quedó únicamente de unión local entre los dos municipios, fue remodelada en su totalidad (ampliando los carriles y arcenes, así como las cunetas de la vía, para en un futuro desdoblarla) y fueron colocados paneles de prohibición de camiones con materiales peligrosos, ya que debían circular por la nueva autovía.

## Futuro de la CV-183
No hay nuevos datos